# Montgomery, New York
Montgomery este un orășel cu 20.891 de locuitori situat în comitatul Orange, statul New York, Statele Unite ale Americii. De oraș aparțin trei localități, Montgomery, Walden și Maybrook. Denumirea localității onorează numele generalului Richard Montgomery care a luptat în Războiul de independență. Locuitorii orașului sunt mai ales de origine europeană, 25,2% sunt de origine irlandeză, respectiv italiană 23,0% și germană 17,8%.